# Glockengießerei Hilzer

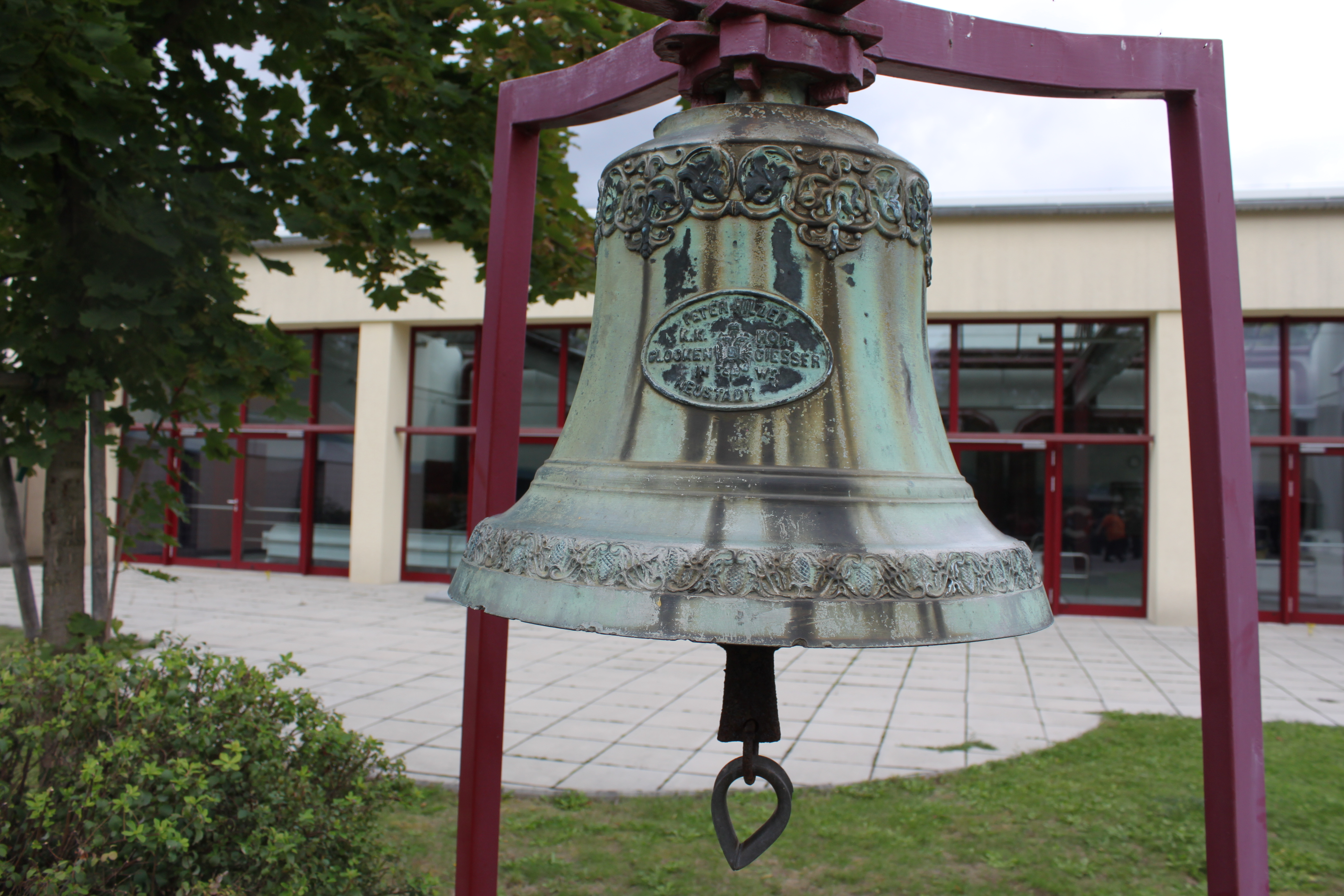
Peter-Hilzer-Glocke 1887 der Waldschule Wiener Neustadt

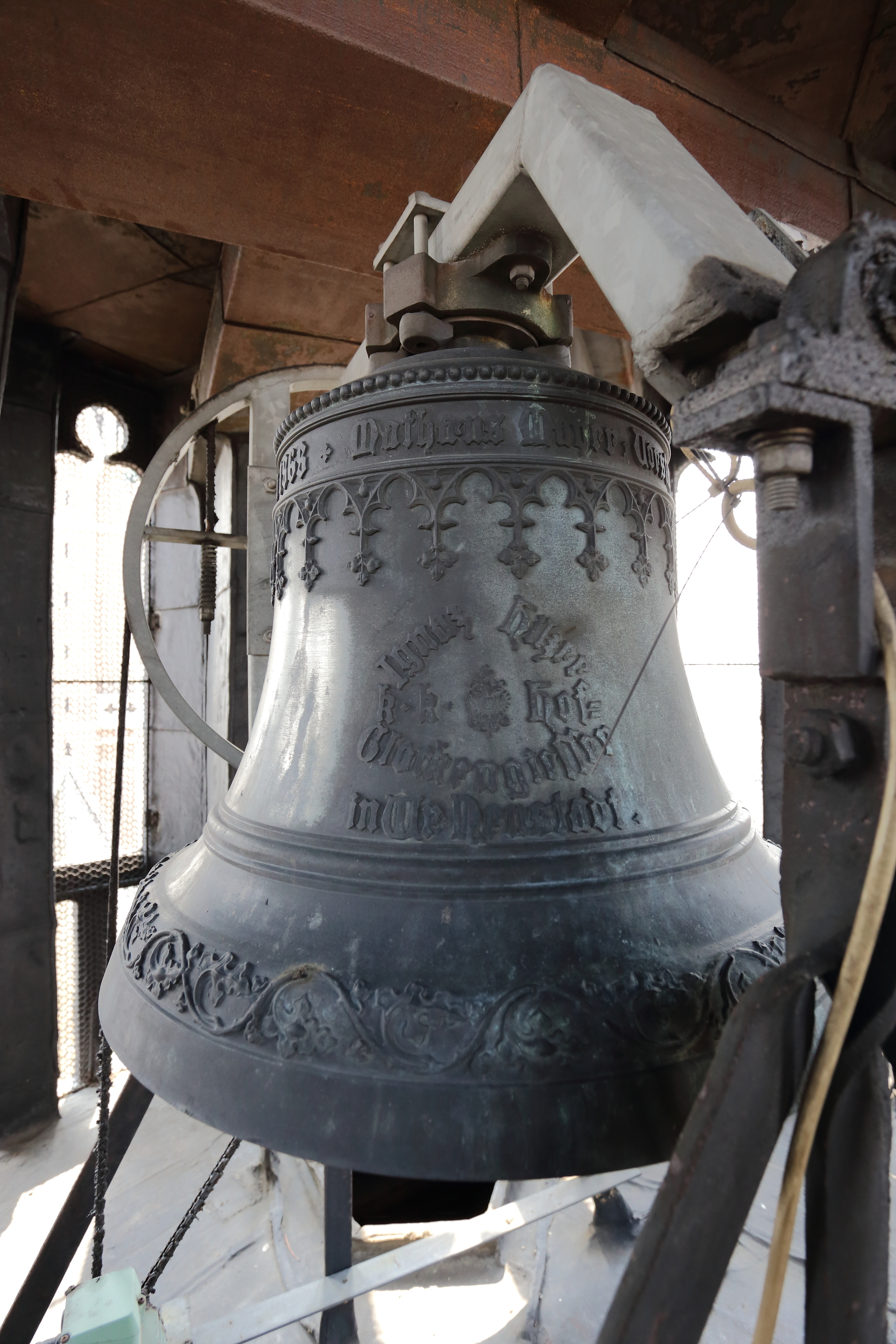
Totenglocke 1868 der Wiener Othmarkirche

Die Glockengießerei Hilzer war von 1838 bis 1907 eine Glockengießerei in der Stadt Wiener Neustadt in Niederösterreich.

## Geschichte
Gegründet wurde die Glockengießerei Hilzer von Ignaz Hilzer (* 24. Juli 1810 in St. Bernhard bei Horn; † 25. März 1880 in Wr. Neustadt), nachdem er 1838 den kleinen Betrieb des verstorbenen Glockengießers Josef Schweiger († 1802), der von der Witwe weitergeführt wurde, übernahm.
Der Betrieb entwickelte sich zur bedeutendsten Glockengießerei der k.k. Monarchie und der Inhaber erhielt die gewerbliche Auszeichnung k.k. Hofglockengießer.
Im Jahr 1871 trat Ignaz Hilzers Sohn Peter Ignatz, auch Peter Ignaz, (* 19. Juni 1846 in Wr. Neustadt; † 29. November 1907 ebenda) dem Betrieb als Teilhaber bei und wurde 1880 nach dem Ableben seines Vaters dessen Alleininhaber. Nach dem Tod von Hilzers Sohn übernahm Max Samassa, ein Industrieller aus Laibach (heutiges Ljubljana), den Betrieb und löste ihn 1931 auf.
Die Firma hatte bis März 1906 über 6600 Glocken mit einem Gewicht von über 1.800 Tonnen gegossen.

## Gießerei auf der Barbakane
Um die Mitte des 19. Jahrhunderts wurde die Barbakane Wiener Neustadt im oberen Bereich demontiert und ebendort 1868 von Ignaz Hilzer eine neue Glockengießerei errichtet, welche bis 1937 im Betrieb stand. Sie hatte zwei Schmelzöfen und zwei Gussgruben und südlich davon ein Betriebsgebäude mit einem eigenen kreisrunden Brunnen. Die für den Glockenguss erforderliche Erde (Erdpackung) war bei den Grabungen 1995/1997 noch gut erhalten, eine große Bronzeplatte wurde im Schutt gefunden, gleichfalls Reste von Gusssand und Lehm.

## Erhaltene Glocken
- 1865 Märtyrerglocke in der Pfarrkirche Liesing[5]
- 1868 Totenglocke der Pfarrkirche St. Othmar unter den Weißgerbern
- 1869 große Glocke der Dreifaltigkeitskapelle in Haschendorf
- 1872 Ignaz-Hilzer-Glocke in der Pfarrkirche Rappottenstein
- 1875 Ignaz-Hilzer-Glocke in der Pfarrkirche Scheuchenstein
- 1880 Peter-Hilzer-Glocke in der Pfarrkirche Kirchbach in Niederösterreich
- 1887 Peter-Hilzer-Glocke vor der Waldschule in Wiener Neustadt

## Ehemalige Glocken
- 1891 Große Glocke „Kaiser Franz“ für die Basilika von Mariazell mit einem Durchmesser von 2,13 Meter.[6] Im Zuge der „Metallspende des deutschen Volkes“ wurde sie 1942 abgehängt und eingeschmolzen.[7]
- Geläut in der Votivkirche in Wien.[3] Diese sind ebenfalls nicht erhalten, weil sie im Ersten Weltkrieg zu Rüstungszwecken eingeschmolzen wurden.[8]